# Zoraena talaria
Zoraena talaria – gatunek ważki z rodziny szklarnikowatych (Cordulegastridae). Występuje endemicznie na południu Stanów Zjednoczonych – w górach Ouachita w południowo-wschodniej części stanu Oklahoma i na zachodzie stanu Arkansas.